# Várdobáiki samisk senter
Várdobáiki samisk senter är ett samiskt kulturcentrum i tätorten Evenskjer i Tjeldsunds kommun i Troms fylke i norra Norge. Kulturcentret sköter barndaghem, museum och ett samiskt språkcentrum.
Várdobáiki som organisation inrättades 2002 och ombildades till ett aktiebolag 2014. Aktieägare är Sametinget, kommuner, organisationer och privatpersoner.
Várdobáikis museum invigdes 2010 och arbetar med bofasta samers och sjösamers kultur. Det deltar i det så kallade "bååstedeprojektet" för återföring av samiska föremål från Norsk Folkemuseum och Kulturhistorisk museum till samiska museer.
Centret sköter friluftsmuseet Gállogieddi i Evenes kommun.